# Lisbellaw
Lisbellaw (Iers: Lios Béal Átha) is een plaats in het Noord-Ierse district Fermanagh.
Lisbellaw telt 1041 inwoners. Van de bevolking is 91,9% protestant en 7,3% katholiek.